# 루한스크
루한스크(우크라이나어: Луга́нськ 루햔스크[*]; 러시아어: Луга́нск 루간스크[*], 문화어: 루간스크)는 우크라이나 루한스크주의 주도이자, 돈바스 지역의 역사적인 도시이다. 2004년의 인구는 445,900명이다.
루한스크는 동유럽에서 중요한 공업 도시이다. 1795년에 금속 공장이 이곳에 지어졌다. 옛 이름은 클리멘트 보로실로프에서 유래된 보로실로브그라드(1935년 ~ 1958년, 1970년 ~ 1990년, 러시아어: Ворошиловград, 우크라이나어: Ворошиловград)였다. 2014년 이후부터 루간스크 인민공화국이 장악하고 있다.

## 인구
1998년의 루한스크 인구는 528,400명이었다. 이중 러시아인이 52.5%, 우크라이나인이 41%, 벨라루스인과 유대인이 1%였다. 사용 언어도 러시아어가 89%, 우크라이나어가 11%였다.

## 기후
| Luhansk의 기후           | Luhansk의 기후 | Luhansk의 기후 | Luhansk의 기후 | Luhansk의 기후 | Luhansk의 기후 | Luhansk의 기후 | Luhansk의 기후 | Luhansk의 기후 | Luhansk의 기후 | Luhansk의 기후 | Luhansk의 기후 | Luhansk의 기후 | Luhansk의 기후 |
| 월                       | 1월            | 2월            | 3월            | 4월            | 5월            | 6월            | 7월            | 8월            | 9월            | 10월           | 11월           | 12월           | 연간           |
| ------------------------ | -------------- | -------------- | -------------- | -------------- | -------------- | -------------- | -------------- | -------------- | -------------- | -------------- | -------------- | -------------- | -------------- |
| 역대 최고 기온 °C (°F)   | 12.8 (55.0)    | 17.3 (63.1)    | 23.1 (73.6)    | 31.8 (89.2)    | 36.6 (97.9)    | 39.4 (102.9)   | 40.5 (104.9)   | 42.0 (107.6)   | 36.8 (98.2)    | 31.2 (88.2)    | 22.8 (73.0)    | 15.6 (60.1)    | 42.0 (107.6)   |
| 일평균 최고 기온 °C (°F) | −1.0 (30.2)    | −0.4 (31.3)    | 5.7 (42.3)     | 15.6 (60.1)    | 22.2 (72.0)    | 26.4 (79.5)    | 28.7 (83.7)    | 28.2 (82.8)    | 21.8 (71.2)    | 13.9 (57.0)    | 5.2 (41.4)     | 0.1 (32.2)     | 13.9 (57.0)    |
| 일일 평균 기온 °C (°F)   | −4.0 (24.8)    | −4.1 (24.6)    | 1.4 (34.5)     | 9.7 (49.5)     | 15.8 (60.4)    | 20.1 (68.2)    | 22.3 (72.1)    | 21.2 (70.2)    | 15.3 (59.5)    | 8.6 (47.5)     | 1.8 (35.2)     | −2.7 (27.1)    | 8.8 (47.8)     |
| 일평균 최저 기온 °C (°F) | −6.8 (19.8)    | −7.4 (18.7)    | −2.4 (27.7)    | 4.2 (39.6)     | 9.4 (48.9)     | 13.8 (56.8)    | 16.0 (60.8)    | 14.5 (58.1)    | 9.4 (48.9)     | 4.0 (39.2)     | −1.3 (29.7)    | −5.5 (22.1)    | 4.0 (39.2)     |
| 역대 최저 기온 °C (°F)   | −41.9 (−43.4)  | −36.9 (−34.4)  | −27.3 (−17.1)  | −12.1 (10.2)   | −8.2 (17.2)    | −1.8 (28.8)    | 5.2 (41.4)     | −0.4 (31.3)    | −7.2 (19.0)    | −16.3 (2.7)    | −26.3 (−15.3)  | −29.6 (−21.3)  | −41.9 (−43.4)  |
| 평균 강수량 mm (인치)    | 36 (1.4)       | 36 (1.4)       | 32 (1.3)       | 33 (1.3)       | 50 (2.0)       | 61 (2.4)       | 63 (2.5)       | 34 (1.3)       | 45 (1.8)       | 35 (1.4)       | 39 (1.5)       | 39 (1.5)       | 503 (19.8)     |
| 평균 강우일수            | 10             | 8              | 11             | 14             | 13             | 14             | 12             | 8              | 11             | 11             | 13             | 10             | 135            |
| 평균 강설일수            | 17             | 16             | 10             | 1              | 0.1            | 0.03           | 0              | 0              | 0.1            | 1              | 7              | 16             | 68             |
| 평균 상대 습도 (%)       | 84             | 82             | 77             | 65             | 62             | 63             | 63             | 60             | 67             | 75             | 84             | 85             | 72             |
| 출처: Pogoda.ru.net      |                |                |                |                |                |                |                |                |                |                |                |                |                |

## 행정 구역 (괄호 안은 러시아식 이름)
- 아드테미우스키 구(Артемівський район, 아르툐몹스키 구(Артёмовский))
- 조우트네비 구(Жовтневий район, 좁트네비 구(Жовтневый))
- 카미야노브로드시코호 구(Кам'янобродського район, 카메노브로츠키 구(Каменнобродский))
- 레닌스키 구(Ленінський район, 레닌스키 구(Ленинский))

## 자매 도시
- 루블린 (폴란드)
- 카디프 (영국)
- 페르니크 (불가리아)
- 생테티엔 (프랑스)
- 세케슈페헤르바르 (헝가리)
- 다칭 시 (중화인민공화국)

## 루한스크의 유명인
- 블라디미르 달 (1801-1872)
- 클리멘트 보로실로프